# Pietro Marchesini

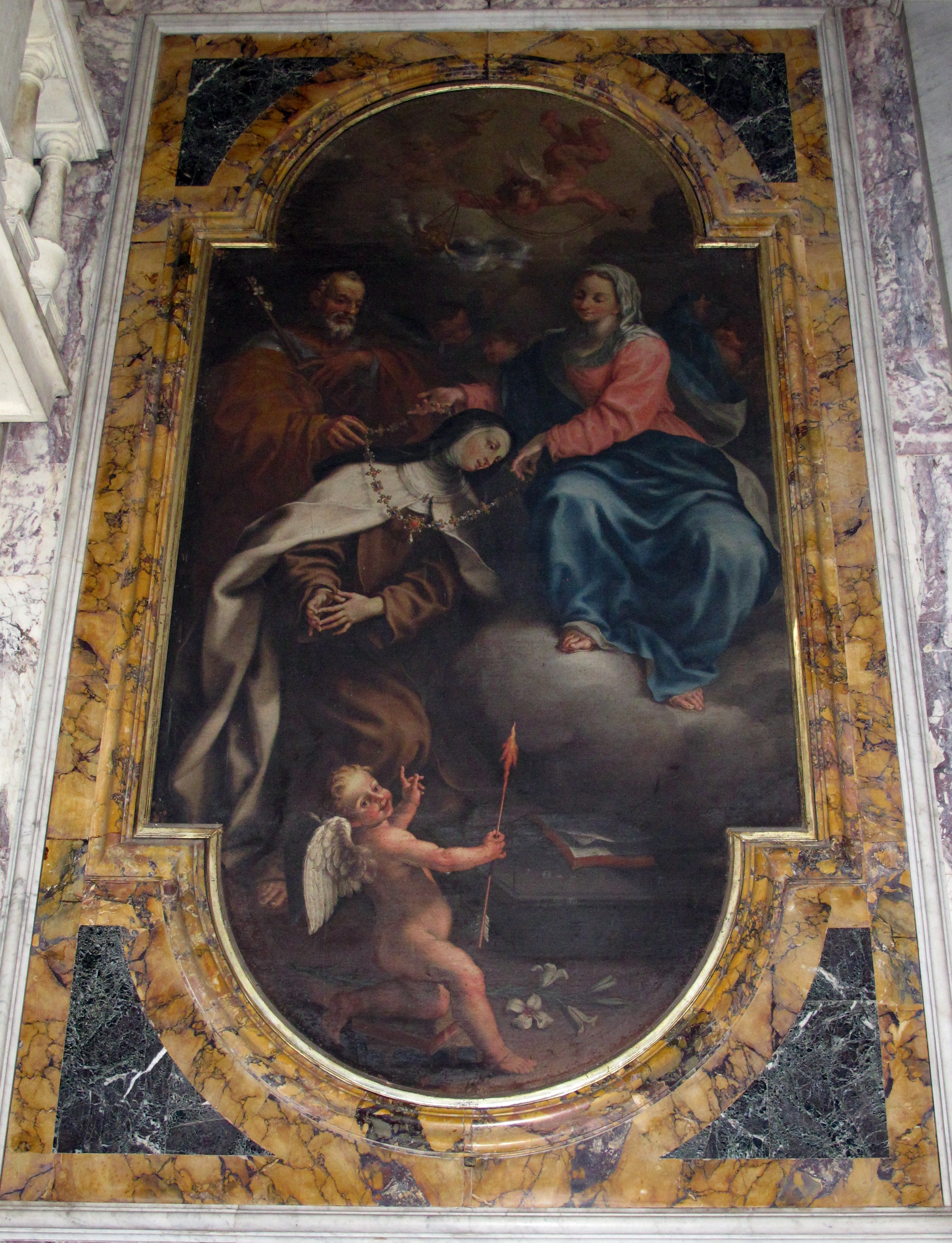
Madonna che dona il collare a Santa Teresa d'Avila

Pietro Marchesini detto l'Ortolanino (Pistoia, 7 aprile 1692 – Pistoia, 24 ottobre 1757) è stato un pittore italiano del periodo rococò.

## Biografia
Pietro Marchesini fu anche detto l'Ortolanino perché proveniva da una famiglia di agricoltori. Della sua vita si hanno poche notizie e per lo più tratte da guide di eruditi toscani dell'800, si sa ad esempio dal Tolomei che fu messo a bottega a Firenze presso Anton Domenico Gabbiani, viaggiò molto, si fermò soprattutto a Venezia e "...vi apprese un colorito molto forte secondo il gusto di quella scuola..." (Francesco Tolomei, Guida di Pistoia per gli amanti delle belle arti, p. 185). 
Non tutti ne parlano bene: ad esempio nella Nuova guida della città e i contorni di Firenze (1847) si cita una sua tela con un San Gioacchino, sesta cappella della chiesa di San Paolino, come "un cattivo quadro" (p. 135), così come un altro suo "cattivo quadro" rappresenta Santa Margherita da Cortona e si trova nella chiesa fiorentina di Ognissanti. Al contrario il Tigri in Pistoia e il suo territorio (1853) cita invece "La Strage degli Innocenti, bel dipinto del pistoiese Marchesini del 1692" (p. 246) nella Chiesa di Santa Maria delle Grazie.
Tutte, o quasi, le sue opere si trovano in Toscana, spesso i suoi lavori provengono da modelli precedenti a cui s'ispirò, come nel caso delle Stimmate di San Francesco, nella Pieve di Santo Stefano di Serravalle Pistoiese, ispirato al medesimo soggetto inciso da Agostino Carracci, sebbene pervaso di un'aria settecentesca non presente nell'originale del pittore emiliano.

## Opere

### Firenze
- Basilica di San Lorenzo Vocazione di san Matteo
- Chiesa di San Paolino  Madonna che dona un rosario a santa Teresa
- Chiesa di San Carlo dei Barnabiti, Beato Alessandro Sauli.

### Pistoia
- Chiesa di Sant'Antonio Abate, Deposizione
- Chiesa di San Giovanni Decollato, tre tele
- Oratorio di San Rocco, Assunzione
- Chiesa della Madonna del Carmine, tele
- Chiesa di San Domenico, Deposizione
- Chiesa dei Santi Lucia e Marcello, Santa Lucia tra Sant'Antonio Abate e San Luigi Gonzaga

### Altro
- Oratorio di Santo Antonio a Prato, altare
- Chiesa dei SS. Cristoforo e Iacopo a Sambuca Pistoiese, Compianto sul Cristo morto
- Pieve di Santo Stefano a Serravalle Pistoiese, Stimmate di San Francesco
- Basilica di Maria SS. delle Grazie, San Giovanni Valdarno, Transito di S. Giuseppe,
- Pieve di San Giovanni Evangelista a Montecuccoli in Valdibure, Crocifisso con Santa Margherita da Cortona
- Chiesa di Santa Lucia a Monteorlando a Signa, tele